# Tom Thumb
Charles Sherwood Straton, más conocido como General Tom Thumb (Bridgeport, Connecticut, 4 de enero de 1838-Bridgeport, Connecticut, 15 de julio de 1883), fue un artista de circo estadounidense que padecía enanismo, exhibiéndose por su pequeña estatura en teatros y espectáculos de rarezas.

## Primeros años

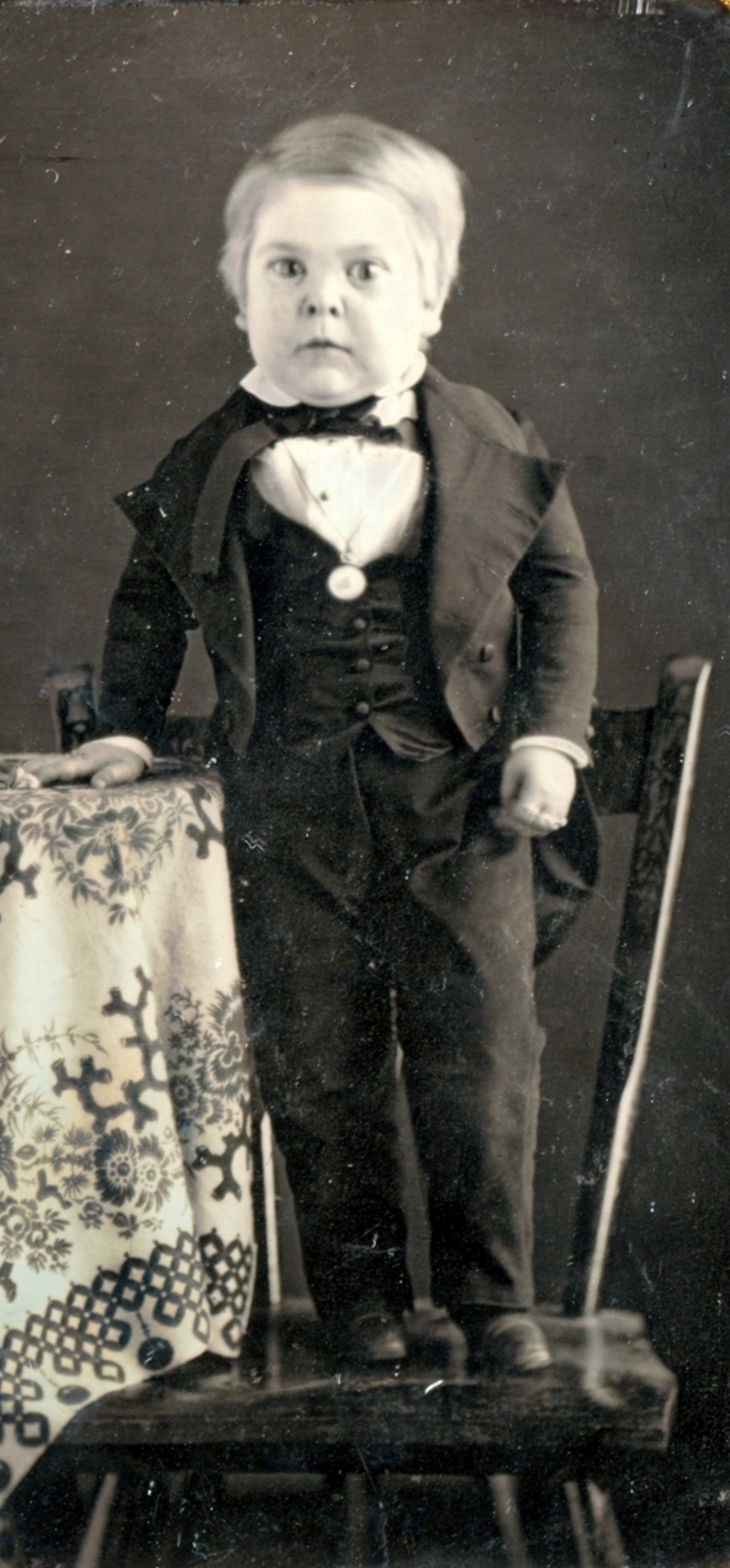
Sherwood Stratton en 1848, a la edad de 10 años.

Era hijo de un carpintero de Bridgeport, Connecticut, EE. UU., que murió en 1855. Sus padres y hermanos eran de tamaño normal y él mismo cuando nació fue relativamente grande, pesando 4,300 kg . Su desarrollo fue normal hasta los seis meses, cuando de repente dejó de crecer. En 1842, con cinco años, seguía midiendo 64 cm y pesando 6,8 kg pero por lo demás era perfectamente sano. P. T. Barnum fue avisado y se entrevistó con él, comprobando que, en efecto, era inteligente y proporcionado. De inmediato pactó con los padres su exhibición a cambio de tres dólares semanales, la manutención del niño y su madre y le pagó clases de canto, baile y mimo. Le dio como nombre General Tom Thumb (Tom Thumb es el nombre en inglés del personaje del cuento tradicional Pulgarcito). Aseguraba que tenía once años para que se viera que en verdad era diminuto y lo llevó de gira por el país, donde imitaba a personajes históricos famosos y actuaba en un acto de comedia con un figurante normal.

## Barnum y el éxito
A continuación, partieron en 1844 a Inglaterra. Barnum organizó varios tés hasta que consiguió ser recibido por la baronesa de Rothschild, cuya mediación le logró una invitación al palacio de Buckingham. Siguiendo su famosa filosofía publicitaria, Barnum había alquilado el Egyptian Hall para las representaciones de Tom Thumb, pero la noche de la recepción real, suspendió la función y colgó el cartel: "Esta noche, cerrado. El General Tom Thumb se encuentra en Buckhingham Palace, por orden de Su Majestad".
La recepción ante la reina Victoria y su corte fue un éxito y el interés del público aumentó. La asistencia al Egyptian Hall fue tal, que los beneficios llegaron a ser de más de quinientos dólares diarios. La reina les invitó a palacio en dos ocasiones más, en una de las cuales regaló a Tom un pequeño carruaje a medida tirado por una pareja de ponis. Conducido por un cochero de librea también enano, Tom paseaba y circulaba con él ante la sorpresa y curiosidad de los londinenses. El vehículo se conserva en la actualidad en Sarasota (Florida).
En 1845 continuaron la gira por París y Bélgica. En París actuó ante el rey Luis Felipe, ofreciendo dos representaciones diarias en la Salle Musard, con tal éxito, que las entradas se agotaron con dos meses de antelación. El General Thom Thumb asistió a las carreras hípicas de Longchamp en su pequeña berlina. La gira europea le hizo tan famoso, que se crearon muñecos y pasteles a su imagen, y se inauguró en París un restaurante llamado Tom Thumb. Volvieron a Inglaterra antes de su regreso a EE. UU.
Tom volvió a Bridgeport rico y famoso. Compró una gran finca en las afueras, una casa amueblada a medida, un yate a vapor de recreo y un establo de purasangres. Barnum hizo lo propio, pero el incendio de su nuevo y más fastuoso local, Iranistán, y varias inversiones desafortunadas lo llevaron a la ruina. Entonces sus amigos acudieron en su ayuda y Tom también se puso de nuevo a su disposición. Emprendieron asociados nuevas giras junto a la niña prodigio Cornelia Howard y se hicieron todavía más ricos.
En un raro caso, en 1847 Tom había empezado a crecer de nuevo, aunque muy lentamente. En 1851 alcanzó los 74 cm y en 1856 los 82,6 cm . El 3 de octubre de 1862 se convirtió en masón, midiendo 89 cm al momento de su iniciación junto a otro postulante de 1,91.

## Boda

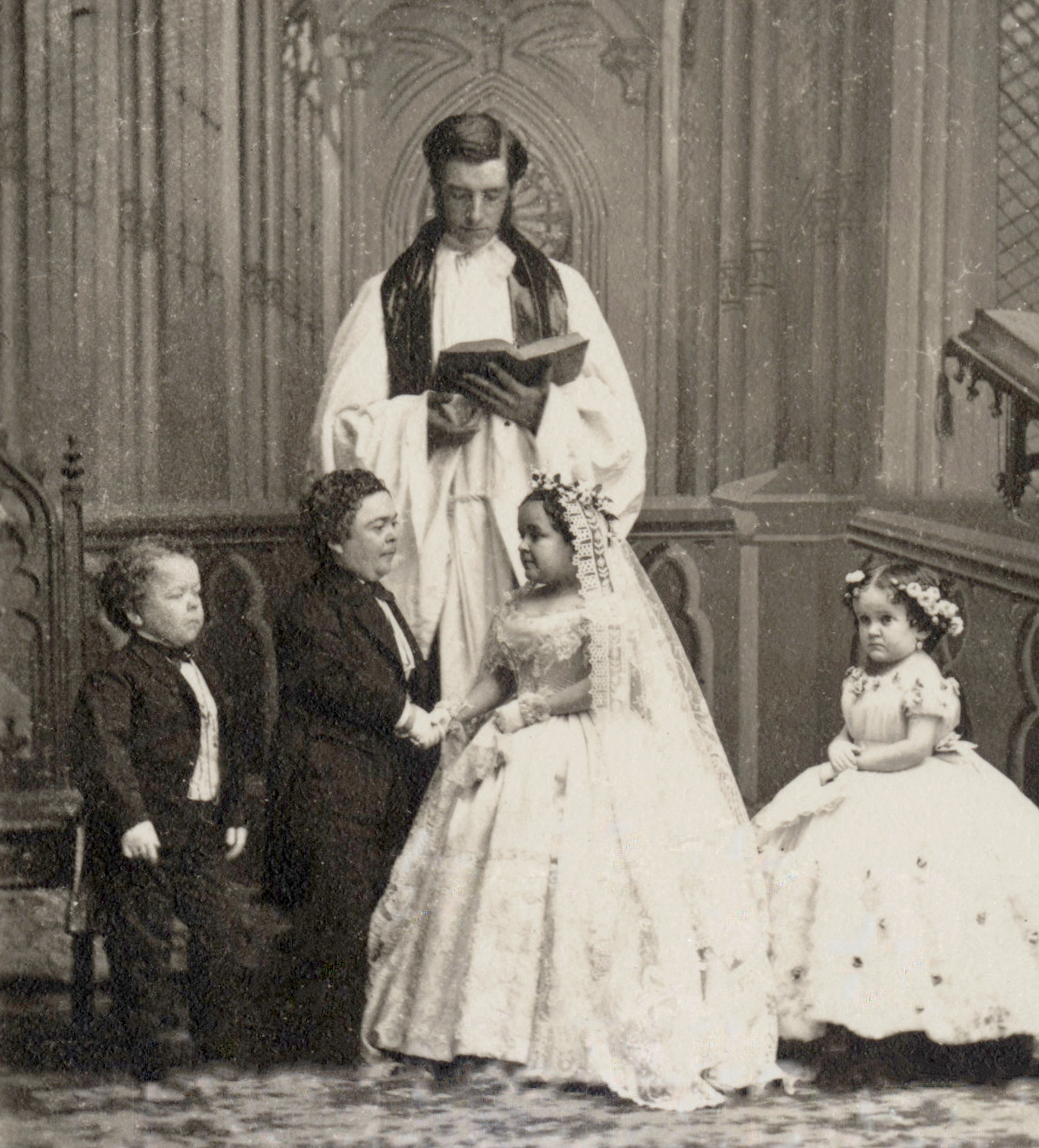
Matrimonio de Stratton con Lavinia Warren, en febrero de 1863.

En 1862, en una visita al neoyorquino American Museum de su amigo Barnum, conoció a otros dos enanos proporcionados que acababa de contratar, el Comodoro Nutt de 76 cm, y la elegante Lavinia Warren de 81 cm. Tom quedó impresionado por la encantadora damita y empezó a cortejarla. Le propuso matrimonio y ella aceptó. La madre de Tom se opuso, creyendo que se trataba de otro truco publicitario de Barnum, pero Tom le confirmó la realidad de los sentimientos de la pareja y entonces ella dio su consentimiento. La boda ocupó la portada de todos los periódicos de Nueva York. Al mediodía del 10 de febrero de 1863 se celebró el enlace en la Grace Church de Nueva York, con casi 2.000 invitados y una multitud rodeando la iglesia. Barnum entró precediendo a los novios. A la salida, fueron aclamados hasta el hotel Metropolitan donde se celebró el banquete. Los novios recibieron los saludos y felicitaciones de los asistentes de pie sobre un piano de cola y el baile fue amenizado por la New York Excelsior Band. El ya matrimonio Straton fue luego recibido en la Casa Blanca por el presidente Abraham Lincoln. Al preguntar a Tom si tenía alguna sugerencia para la guerra civil en curso, le contestó: "Mi amigo Barnum terminaría con ella en un solo mes". Después partieron a una larga luna de miel por Europa y la India Británica.

## Últimos años
Se dijo que tuvieron un hijo, una niña llamada Minnie que murió a los pocos meses, pero la mayoría piensa que el supuesto bebé fue un truco de Barnum. La última aparición de Tom Thumb en Inglaterra fue en 1878 durante una gala benéfica. La pareja vivió rodeada de lujos hasta la muerte de Tom. El 10 de enero de 1883 se encontraban alojados en la Newhall House en Milwaukee, cuando estalló un incendio en el hotel. Murieron 71 personas y los Straton estuvieron a punto de morir asfixiados por el humo antes de ser salvados por su representante, Sylvester Bleeker. La salud de Tom se resintió desde la tragedia y finalmente sufrió un colapso el 15 de julio de 1883. Al morir tenía 45 años, medía 1,02 m y pesaba 32 kg . Más de 20.000 personas asistieron al funeral y P. T. Barnum encargó una estatua a tamaño natural que fue colocada sobre un obelisco ante la tumba, en el cementerio de Mountain Grove de Bridgeport. Cuando murió más de 35 años después, Lavinia fue enterrada a su lado con una simple lápida donde se lee: "Su esposa". Tras la muerte de su marido descubrió que Tom había dilapidado su fortuna en caprichos y malas inversiones. Se volvió a casar con un enano italiano llamado el Conde Primo Magri y se fueron de gira, pero sin la fama de Tom y el talento de Barnum, fue un fracaso. Lavinia murió olvidada a los 78 años en Coney Island, donde se exhibía con su marido.
En 1959 unos vándalos destrozaron la estatua funeraria de Tom, que fue restaurada con los fondos recaudados por suscripción popular.